# 魂斗罗：归来
《魂斗罗：归来》是日本科乐美联合中国腾讯游戏（天美工作室群）联手打造并在Android、IOS平台上运营的清版射击游戏。游戏已经于2016年公布。

## 游戏背景
游戏时间线发生在《魂斗罗精神》后，《魂斗罗·铁血兵团》之前。

## 游戏荣誉
2017年1月，获得“第十三届中国游戏风云榜-十大最受期待手机游戏。2019年1月底，在有着“台湾游戏奥斯卡”之称的“2018 GAME STAR 游戏之星票选”中，魂斗罗：归来成功斩获“年度十大人气行动游戏”奖项。